# Я и ты (фильм, 2017)
«Я и ты» (фр. Sage femme) — франко-бельгийский фильм-драма 2017 года, поставленный режиссёром Мартеном Прово с Катрин Фро и Катрин Денёв в главных ролях. Премьера ленты состоялась 14 февраля 2017 года на 67-м Берлинском международном кинофестивале, где она принимала участие во внеконкурсной программе.

## Сюжет
Клэр, мать-одиночка, имеет взрослого сына и работает акушеркой в гинекологическом отделении и ведет довольно размеренную существование, полностью посвящая себя работе. Однажды в её жизнь врывается капризная родственница Беатрис, любовница её покойного отца. Эта женщина когда-то исчезла и не появлялась три десятка лет, но теперь позвонила, сообщив, что у неё есть важные новости…

## В ролях
| Актёр          | Роль               |
| -------------- | ------------------ |
| Катрин Денёв   | Беатрис Соболевски |
| Катрин Фро     | Клэр Бретон        |
| Оливье Гурме   | Пол Бэрон          |
| Кантен Дольмер | Симон              |
| Милен Демонжо  | Роланд             |
| Полин Этьенн   | Сесиль Амадо       |
| Каридья Туре   | мадам Наджа        |
| Одри Дана      | главная медсестра  |

## Критика
Фильм получил положительные отзывы кинокритиков. На сайте Rotten Tomatoes фильм имеет рейтинг 90 % на основе 86 рецензий со средним баллом 7,04 из 10. На сайте Metacritic фильм имеет оценку 66 из 100 на основе 24 рецензий критиков, что соответствует статусу «в целом положительные отзывы».

## Награды
- В 2017 году фильм участвовал в кинофестивале Monte-Carlo Comedy Film Festival, приз жюри Лучшая актриса был вручён Катрин Денев[6].